# 空氣鳳梨亞科
空氣鳳梨亞科（学名：Tillandsioideae）亦稱鐵蘭亞科，是禾本目凤梨科的一个演化支，因不用泥土，只需空氣便能生存，因而得名。空氣鳳梨的根部已退化，生長在南美洲雨林的樹上，以潮濕空氣維生。

## 分类
空氣鳳梨亞科共有8屬:
- 帝王凤梨属（英语：Alcantarea） Alcantarea (E.Morren ex Mez) Harms（23種）
- 嘉寶鳳梨屬 Catopsis Griseb.（18種）
- 伞凤梨属（英语：Glomeropitcairnia） Glomeropitcairnia Mez（2種）
- 果子蔓属 Guzmania Ruiz & Pav.（207種）
- 麦穗凤梨属（英语：Mezobromelia） Mezobromelia L.B.Sm.（9種）
- 鐵蘭屬 Tillandsia L.（670種）通称空氣鳳梨，包含拉辛凤梨属（英语：Racinaea） Racinaea M.A.Spencer & L.B.Sm.
- 丽穗凤梨属（英语：Vriesea） Vriesea Lindl.（261種）
- 瓦奥凤梨属（英语：Werauhia） Werauhia J.R.Grant（87種）

- 铁兰属物种 Tillandsia sp.
- 开花中的Tillandsia excelsa
- Guzmania lingulata